# Coffea mayombensis
Coffea mayombensis är en måreväxtart som beskrevs av Auguste Jean Baptiste Chevalier. Coffea mayombensis ingår i släktet Coffea och familjen måreväxter. Inga underarter finns listade i Catalogue of Life.